# Patrick Day
Patrick Day (* 9. August 1992 in Freeport, New York; † 16. Oktober 2019 in Chicago, Illinois) war ein US-amerikanischer Boxer.

## Leben
Day wurde 1992 in Freeport, New York geboren. Während seiner professionellen Boxkarriere absolvierte er einen Associate Degree in Ernährungswissenschaften am Nassau Community College und einen Bachelor-Abschluss in Health and Wellness an der Kaplan University.
2012 gewann Day das New York Golden Gloves tournament. Sein Amateurrekord lag bei 75:5, darunter gewann er zwei nationale Amateurmeisterschaften. Er galt als bester US-amerikanischer Boxer in der 152-Pfund-Amateurklasse und war 2012 als Ersatz des US-amerikanischen Kaders bei den Olympischen Spielen von London eingeplant.
Day stieg in der Folge zu den Top-10-Boxern im Junioren-Mittelgewicht der IBF und des WBC auf. Er gewann den WBC-Continental-Americas-Titel und den IBF-Intercontinental-Titel in der Klasse von 154 Pfund.
Day erlitt ein Schädel-Hirn-Trauma, als er in einem Kampf gegen Charles Conwell um einen USBA-Super-Weltergewicht-Titel am 12. Oktober 2019 K. o. ging und mit einer Trage aus dem Ring transportiert werden musste. Er wurde ins Northwestern Memorial Hospital in Chicago eingeliefert und starb vier Tage später im Alter von 27 Jahren. Es war nach dem Tod des Russen Maxim Dadaschew und des Argentiniers Hugo Alfredo Santillán der dritte tödliche Kampfausgang in einem Jahr. Der Fall löste eine Debatte über den Schutz vor schweren Gehirnverletzungen für Boxer beim Kampf aus.